# Dekanat Jarosław I
Dekanat Jarosław I – dekanat archidiecezji przemyskiej, w archiprezbiteracie jarosławskim.

## Historia
Dekanat został utworzony przez bpa Wawrzyńca Goślickiego w 1594 roku. W skład dekanatu weszły parafie: Jarosław, Dybków, Gać, Giedlarowa, Gniewczyna, Grodzisko, Husów, Kańczuga, Kosina, Krzeszów, Kulińska Wola, Laszki, Leżajsk, Lubaczów, Łukowa, Manasterz, Nowosielce, Oleszyce, Rudołowice, Przeworsk, Sarzyna, Siennów, Sietesz, Tarnogród, Urzejowice, Wola Zarczycka, Zarzecze.
W 1603 roku do nowo utworzonego dekanatu sokołowskiego wyłączono parafie: Giedlarowa, Krzeszów, Kulińska Wola, Leżajsk, Łukowa, Sarzyna, Tarnogród, Wola Zarczycka.
W 1746 roku do nowo utworzonego dekanatu tarnogrodzkiego wyłączono parafie: Tarnogród, Cieszanów, Dobropol, Krzeszów, Laszki, Lubaczów, Łukawiec, Łukowa, Oleszyce, Potok, Sieniawa. 
W 1784 roku do nowo utworzonego dekanatu kańczuckiego wyłączono parafie: Kańczuga, Gać, Gniewczyna, Jawornik, Handzlówka, Husów, Manasterz, Markowa, Nowosielce, Ostrów, Pantalowice, Przeworsk, Siennów, Sietesz, Urzejowice.  
W 1971 roku dekanat jarosławski został podzielony na dekanaty: jarosławski zachodni i jarosławski wschodni. 

## Parafie
- Jarosław - Dolnoleżajskie – pw. św. Teresy od Dzieciątka Jezus
- Jarosław – pw.  Matki Bożej Bolesnej (Dominikanie)
- Jarosław – pw Bożego Ciała (Kolegiata)
  - Jarosław – kościół rektoralny pw. św. Mikołaja i Stanisława Biskupa (Benedyktynki)
  - Jarosław – kościół rektoralny pw. Ducha Świętego
- Jarosław – pw. Trójcy Przenajświętszej (Reformaci)
- Jarosław (Łazy Kostkowskie) – pw. Najświętszego Serca Pana Jezusa
  - Kostków – kościół filialny pw. Dobrego pasterza
- Pawłosiów – pw. Niepokalanego Serca Najświętszej Maryi Panny
- Pełkinie – pw. Najświętszej Maryi Panny Królowej Polski
- Pełkinie - Wygarki – pw. Matki Bożej Nieustającej Pomocy
- Tywonia – pw. św. Stanisława Kostki
- Wólka Pełkińska – pw. św. Stanisława Biskupa

## Zgromadzenia zakonne
- Jarosław – oo. Dominikanie (1787)
- Jarosław – oo. Reformaci (1700)
- Jarosław – ss. Benedyktynki (1611)
- Jarosław – ss. Wspomożycielki
- Jarosław – ss. Służebniczki starowiejskie (1919)
- Jarosław – ss. Służebniczki starowiejskie(1921)
- Pełkinie (Wygarki) – ss. Służebniczki starowiejskie (1893)
- Wólka Pełkińska – ss. Felicjanki (1983)